# MapGame
MapGame es un videojuego educativo de la compañía española de videojuegos Erbe Software realizado en 1985 por los que más tarde compondrían la compañía Topo Soft. Fue lanzado para las versiones de los ordenadores de 8 bits Spectrum, MSX y CPC.
El juego de carácter educativo, trata sobre la geografía de España, permitiendo consultar datos geográficos o jugar a una serie de preguntas de provincias, comunidades autónomas, sistemas montañosos, etc. 
Técnicamente el juego tiene una concepción y efectos muy sencillos aun teniendo en cuenta la época en que fue realizado.
Inicialmente este videojuego fue vendido en el rastro de Madrid hasta que acabaron contactando con una compañía distribuidora de la época, Erbe Software.

## Autores
- Programa : Javier Cano Fuente, Emilio Martínez Tejedor